# Monumento Nacional de la Secuoya Gigante
El Monumento Nacional de la Secuoya Gigante (en inglés: Giant Sequoia National Monument) es un monumento nacional de los Estados Unidos ubicado en el sur de la Sierra Nevada, al este de Reedley, California, Estados Unidos. El monumento nacional fue creado el 25 de abril del 2000 por el presidente estadounidense Bill Clinton bajo la Proclamación 7295, protegiendo una superficie de 1,326.43 km² y siendo una parte integral del Parque nacional de las Secuoyas. Es administrado por el Servicio Forestal de los EE. UU. como parte del Parque nacional de las Secuoyas e incluye 38 de los 39 bosques de secuoyas gigantes (Sequoiadendron giganteum) que se encuentran en el parque, aproximadamente la mitad de los bosques de secuoyas que existen actualmente, incluyendo a una de las diez secuoyas gigantes más grandes, el árbol Boole, que mide 82 metros de alto y una circunferencia de 34 metros.
El monumento se divide en dos secciones. La sección norte rodea a la arboleda del General Grant y otras partes del Parque Nacional Cañón de los Reyes, es administrada por el distrito de guardabosques de Hume Lake. La sección sur, que incluye a la arboleda de Long Meadow, está directamente al sur del Parque nacional de las Secuoyas y es administrada por el distrito Western Divide Ranger, que rodea el oriente de la reserva india del río Tule.

## Historia
Las secuoyas gigantes fueron descubiertas por los colonos europeos a mediados del Siglo XIX, siendo el hogar de las tribus nativas americanas de la región antes de su descubrimiento. La tribu mono occidental (también llamados monache) vivían en las laderas occidentales de la Sierra Nevada y compartían una profunda conexión con estos árboles. Tenían una dependencia hacia las secuoyas gigantes para su alimentación, refugio e incluso para sus prácticas culturales. Los descendientes de esta tribu, junto con otras tribus que se encuentran en la cercanía cuidan el territorio de las secuoyas. 

## Gestión
El Monumento Nacional de la Secuoya Gigante fue creado por el presidente Bill Clinton mediante la Proclamación 7295 el 15 de abril de 2000 y publicado como 65 FR 24095 el 25 de abril.

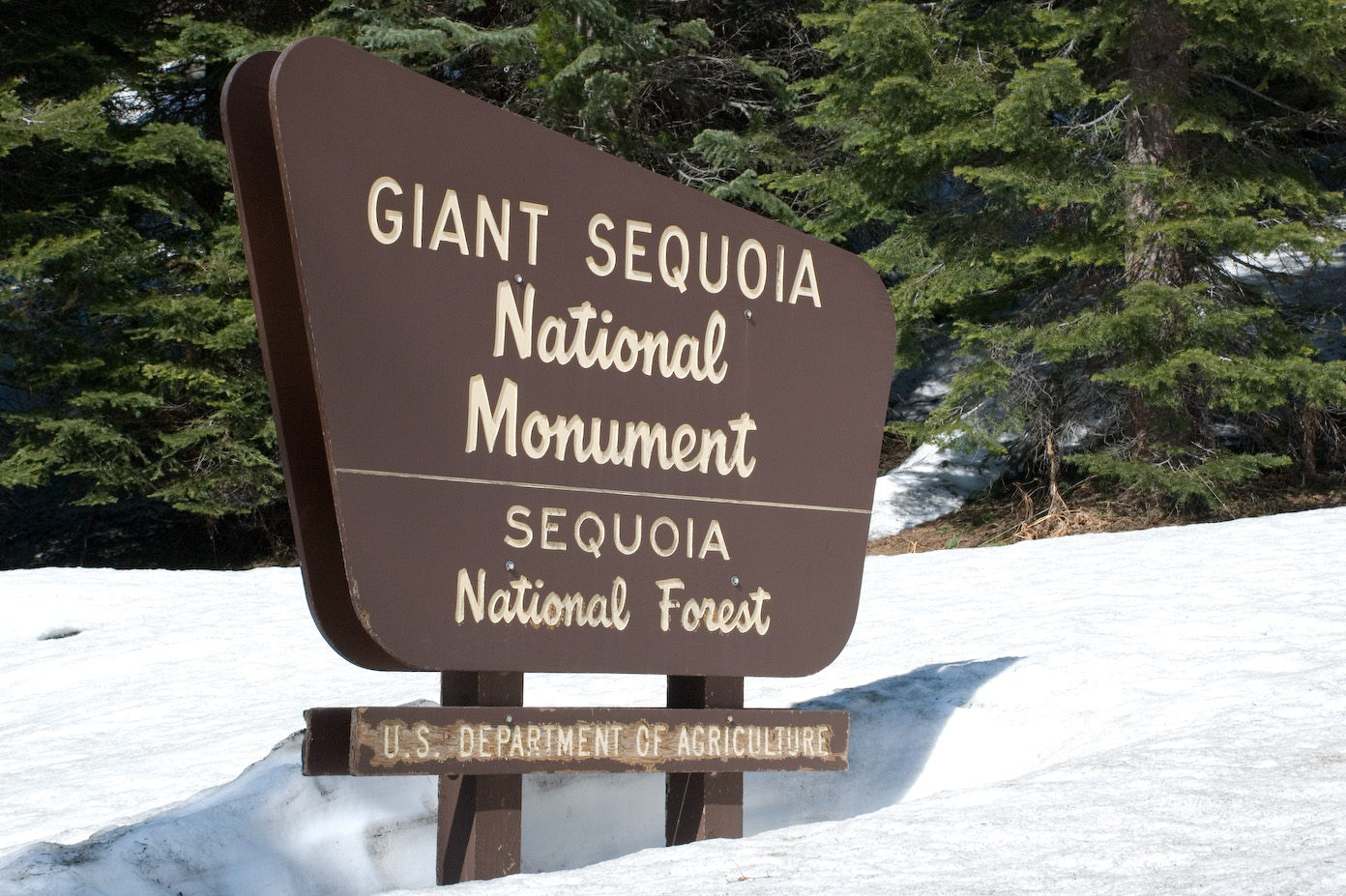
Letrero de la entrada al Monumento Nacional

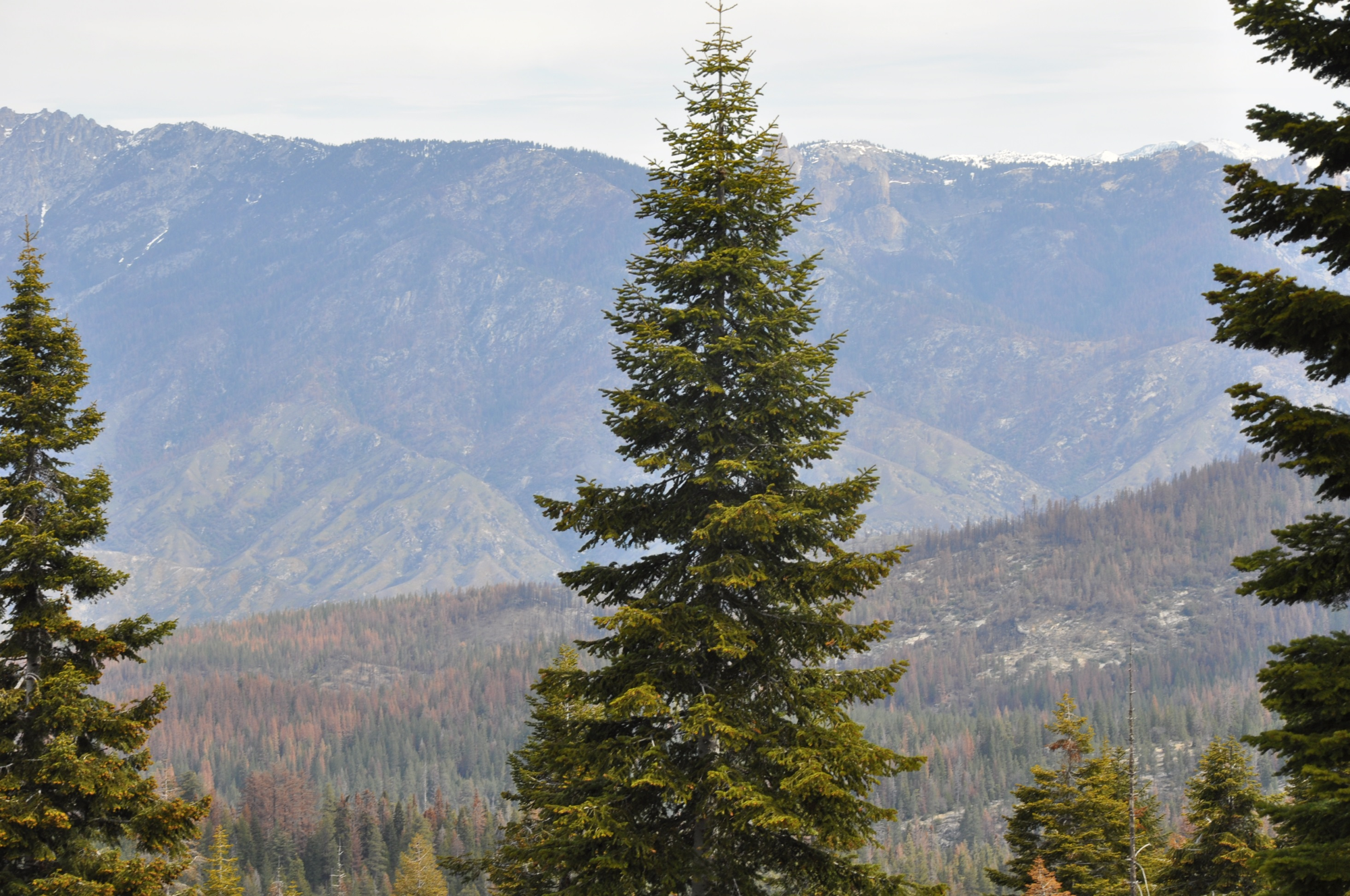
Vista del Monumento

Se implementó el Plan de Manejo del Monumento Nacional de las Secuoyas Gigantes: preveía el uso por parte del público internacional así como la protección y restauración de treinta y tres bosques de secuoyas junto a sus ecosistemas. Subsiguiente a esto, dos demandas se interpusieron a esto impugnando el plan, en octubre de 2006, el juez del Tribunal Federal de Distrito, Charles Breyes, falló a favor de los demandantes y se realizó la devolución del plan al Servicio Forestal de los Estados Unidos, solicitando un Plan adecuado para los Monumentos de acuerdo a la Proclamación y la Ley de Política Ambiental Nacional (NEPA). 
En enero de 2008, el Bosque Nacional publicó un aviso en el Registro Federal indicando la declaración del impacto ambiental y el proceso colaborativo de alcance con un año de duración, desarrollando un nuevo Plan de Gestión del Monumento Nacional de las Secuoyas Gigantes.
Hasta la fecha, solo un lugar del monumento figura en el Registro Nacional de Lugares Históricos: La Carretera del General, pero el área cuenta con sitios potencialmente elegibles para el Registro.